# Flim Flam Man
«Flim Flam Man» — песня, записанная и исполненная американской певицей Лорой Ниро специально для фильма «Вздорный человек» 1967 года. Также она включила песню на свой дебютный альбом More Than a New Discovery.

## Версия Барбры Стрейзанд
Больше известна песня в исполнении певицы Барбры Стрейзанд, которая записала её для своего двенадцатого студийного альбома Stoney End в 1971 году. Продюсером записи стал Ричард Перри, на бэк-вокале можно услышать группу Fanny.
Версия Стрейзанд добралась до 82-й позиции в чарте Billboard Hot 100, а также до 7-го места в чарте Easy Listening (ныне — чарт Adult Contemporary).

### Отзывы критиков
В издании Billboard отметили сильный вокал Стрейзанд, аранжировку Джина Пейна и продюсерскую работу Ричарда Перри. В журнале Cashbox заявили, что певица демонстрирует свой новый взгляд на жизнь, продолжая тему предыдущих синглов «Stoney End» и «Time and Love», но здесь певица сбавляет темп и использует больше струнных.

### Чарты
| Чарт (1971)                        | Высшая позиция |
| ---------------------------------- | -------------- |
| Канада (RPM Adult Contemporary)    | 17             |
| Канада (RPM Top Singles)           | 62             |
| США (Billboard Adult Contemporary) | 7              |
| США (Billboard Hot 100)            | 82             |
| США (Cashbox Top 100)              | 69             |